# Kępa Gostecka
Kępa Gostecka – wieś w Polsce położona w województwie lubelskim bezpośrednio nad Wisłą, w powiecie opolskim, w gminie Łaziska.
| SIMC    | Nazwa          | Rodzaj    |
| ------- | -------------- | --------- |
| 0637594 | Opas           | część wsi |
| 0637602 | Stara Nieciecz | część wsi |

W latach 1975–1998 miejscowość administracyjnie należała do województwa radomskiego, w latach 1999–2004 należała do województwa mazowieckiego.
Do końca 2004 roku wraz z miejscowością Kępa Solecka należały do gminy Solec nad Wisłą w powiecie lipskim położonym na terenie województwa mazowieckiego. Jednakże z powodu położenia siedziby gminy po drugiej stronie Wisły i dużej odległości od najbliższego mostu, 1 stycznia 2005 roku miejscowości przyłączono do województwa lubelskiego.
Wieś stanowi sołectwo w gminie Łaziska. Według Narodowego Spisu Powszechnego z roku 2011 wieś liczyła 335 mieszkańców.

## Historia

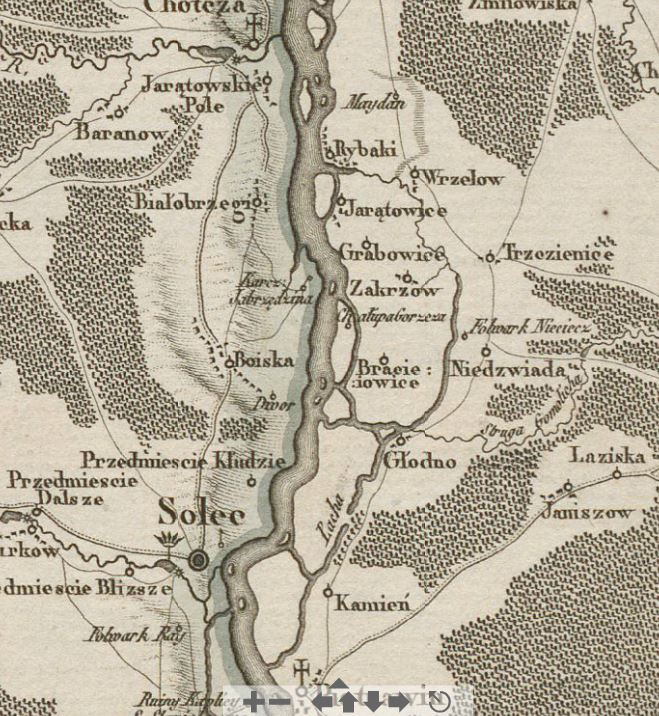
Otoczenie Kępy Gosteckiej na mapie z XVIII w.

Wieś lokowana w roku 1789 przez Benedyktynów świętokrzyskich na gruntach zabranych przez Wisłę wsi Goszcza w miejscu gdzie po zalewie Wisły gruntów wsi pozostało jedyne na kępie wiślanej pole folwarczne (Chałupa Goszcza).
Znana w wieku XIX jako Kępa Gostecka, wówczas wieś włościańska, nad rzeką Wisłą, w powiecie iłżeckim, gminie Dziurków, parafii Solec.
Podług lustracji z 1827 roku było tu 13 domów i 92 mieszkańców.
Spis z roku 1882 pokazał 34 domów, 204 mieszkańców i 367 mórg obszaru.